# Пухльонкіна Хіонія Петрівна
Хіонія Петрівна Пухльонкіна (3 квітня 1916, село Сахалі Сургутського повіту, тепер Сургутського району, Ханти-Мансійський автономний округ — Югра, Тюменська область, Російська Федерація — 2009, Ханти-Мансійський автономний округ — Югра, Тюменська область, Російська Федерація) — радянська діячка, вчителька Нізямської початкової школи Мікояновського району Ханти-Мансійського національного округу Тюменської області. Депутат Верховної ради СРСР 2—4-го скликань.

## Біографія
Народилася в родині рибалки-мисливця з народності ханти. Дід був родовим старостою Тундринської управи Юганської волості Сургутського повіту.
У 1929—1933 роках навчалася та виховувалася в Тобольському дитячому будинку та школі фабрично-заводського учнівства при Тюменській судноверфі, де здобувала професію модельника-столяра. У 1934 році закінчила Самаровську тубільну семирічну школу.
У 1934—1938 роках — студентка Ханти-Мансійського педагогічного училища.
У 1938—1939 роках — вчителька початкових класів Ягано-Куртської національної школи Мікояновського району Ханти-Мансійського національного округу Тюменської області. У 1939—1940 роках — вчителька і завідувачка Нізямської початкової школи-інтернату Мікояновського району.
У 1940—1942 роках — інспекторка початкових шкіл Мікояновського районного відділу народної освіти Ханти-Мансійського національного округу.
У 1942—1946 роках — вчителька і завідувачка Нізямської початкової школи-інтернату Мікояновського району.
У 1946—1947 роках — завідувачка методичного шкільного кабінету при Кондинському районному відділі народної освіти Ханти-Мансійського національного округу.
У 1947—1948 роках — голова Ханти-Мансійської окружної Ради працівників народної освіти.
Член ВКП(б) з 1948 року.
У 1948—1950 роках — на партійній роботі, завідувачка Ханти-Мансійського окружного відділу культпросвітроботи.
З 1950 до 1952 року навчалася на партійних курсах при Тюменському обласному комітеті ВКП(б). У 1952—1955 роках — слухачка Вищої партійної школи при ЦК КПРС.
У 1955—1957 роках — завідувачка відділу роботи серед жінок Ханти-Мансійського окружного виконавчого комітету.
У 1957—1965 роках — лекторка Тюменського обласного комітету КПРС.
У 1965—1969 роках — завідувачка кабінету політосвіти Ханти-Мансійського міського комітету КПРС.
У 1969—1989 роках — старший науковий співробітник Ханти-Мансійського окружного краєзнавчого музею.
З 1989 року — персональна пенсіонерка. Померла в 2009 році.

## Нагороди
- медаль «За доблесну працю у Великій Вітчизняній війні 1941—1945 рр.»
- медаль «За трудову доблесть»
- медаль «За доблесну працю. В ознаменування 100-річчя з дня народження Володимира Ілліча Леніна»
- медаль «30 років перемоги у Великій Вітчизняній війні 1941—1945 рр.»
- медаль «Ветеран праці»
- Грамота Президії Верховної ради СРСР
- знак «Відмінник народної освіти»